# Ol'gerd Voroncov
Ol'gerd Voroncov, in russo Ольгерд Риксович Воронцов? (Ekaterinburg, 26 giugno 1927 – Stati Uniti, 19 marzo 2016), è stato un regista sovietico con cittadinanza russa.

## Filmografia parziale

### Regista
- Gonka s presledovaniem (1979)
- Vot takaja muzika (1981)